# Gedea flavogularis
Gedea flavogularis là một loài nhện trong họ Salticidae.
Loài này thuộc chi Gedea. Gedea flavogularis được Eugène Simon miêu tả năm 1902.